# Schistura cincticauda
Schistura cincticauda es una especie de peces de la familia Balitoridae en el orden de los Cypriniformes.

## Morfología
• Los machos pueden llegar alcanzar los 5 cm de longitud total.

## Distribución geográfica
Se encuentra en los afluentes de la cuenca del río Salween en Tailandia y Birmania. También está presente en la India.

## Hábitat
Es un pez de agua dulce.